# Dům U Zlaté hvězdy (Radnické schody)
Dům U Zlaté hvězdy (také dům U Tří králů  nebo U Tří horníků) je třípatrový nárožní dům v Praze 1 na Hradčanech. Je výrazný i díky svému umístění: pohledově uzavírá Nerudovu ulici na jejím horním konci, vlevo od něj začíná ulice Úvoz, napravo začínají stoupat Radnické schody a naproti nim ulice Ke Hradu. Od roku 1964 je dům kulturní památkou.

## Historie a popis
Původ domu je středověký, je na místě dvou domů a byl přestavěný nejprve renesančně a pak kolem roku 1730 barokně. Později byl ještě klasicistně upraven.
V roce 1653 je na tomto místě doložen název U sv. Mikuláše, až po barokní přestavbě U tří králů nebo U zlaté hvězdy. V 18. století ho vlastnila rodina Knapova a podle ní se mu říkalo i U tří horníků („bei drei Bergknappen“).
Dům je nárožní, trojkřídlý. Hlavní i boční fasády jsou obdobně členěné, mansardové střechy křídel na sebe navazují. Hlavní průčelí uzavírající Nerudovu ulici je nejzdobnější, se štukovým dekorem s rostlinnými motivy. V jeho přízemí jsou tři segmentově zaklenuté portály, v mansardové střeše jsou tři vikýře, prostřední výrazně větší s trojúhelným štítem, ve kterém je reliéf Božího oka.
Dům je od roku 2000 využíván jako hotel (Golden Star Prague).
Před domem je malé náměstíčko, na kterém se spojují či z něj vycházejí Nerudova ulice, Úvoz, Radniční schody a ulice Ke Hradu. Zdobí ho několik soch (barokní socha sv. Jana Nepomuckého od Michala Jana Brokoffa z roku 1709, socha sv. Josefa od neznámého autora z roku 1714 a moderní Eva od Jana Štursy z roku 1908), nad ním se zdvíhá Schwarzenberský palác. Už v roce 1904 František Ruth ve své Kronice královské Prahy napsal: „Tento kout Prahy patří mezi nejkrásnější a nejmalebnější partie našeho královského města“.